# 詹卢卡·索尔多
詹卢卡·索尔多（義大利語：Gianluca Sordo，1969年12月2日—），意大利男子足球运动员，司职中场。他曾代表意大利国奥队参加1992年夏季奥林匹克运动会足球比赛，获得第七名。